# 讓·溫德林
讓·溫德林（1934年4月29日—），生於比沙伊姆，是一名法國前足球員，司職後衛。
溫德林曾先後效力斯特拉斯堡、圖盧茲 (1937)、蘭斯和沃邦斯特拉斯堡，並曾代表法國國家隊參加1960年歐洲國家盃，並奪得殿軍。

## 榮譽

### 蘭斯
- 法甲冠軍：1960及1962[1]；亞軍：1963[2]
- 法國超級盃冠軍：1960；亞軍：1962[2]

## 外部鏈接
- Jean Wendling Profile （页面存档备份，存于）